# João Vicente Soares da Veiga
Der portugiesische Kapitän João Vicente Soares da Veiga (* 1769) war von 1803 bis 1807 Gouverneur von Portugiesisch-Timor.
1803 verbannte Soares da Veiga den unehelichen Sohn des Liurais von Vemasse Dom Felipe de Freitas als ersten Timoresen nach Goa. Dieser hatte eine Rebellion gegen die Portugiesen geführt. Bisher war diese Strafe nicht üblich gewesen.